# Imola
Imola er en by i den norditalienske region Emilia-Romagnas provins Bologna. Indbyggertallet er omkring 65 000.
Byen opstod allerede i antikken. På Romerrigets tid fik byen navnet "Forum Cornelii" efter Lucius Cornelius Sulla, som grundlagde en romersk koloni der. Navnet Imola kommer fra lokal dialekt, "dernede", altså en slags stedsangivelse som passer med at man står på højdedragene i nærheden og peger på byen.
I Forum Cornelii krydsede romervejene Decumanus Maximus og Cardo Maximus.
I byen ligger bilbanen Autodromo Enzo e Dino Ferrari, hvor der blandt andet er blevet afholdt en række Formel 1-løb.